# Dominikai Közösségi labdarúgó-szövetség
A Dominikai Közösségi labdarúgó-szövetség (angolul: Dominica Football Association) a Dominikai Közösség nemzeti labdarúgó-szövetsége. 1970-ben alapították. A szövetség szervezi a dominikai közösségi labdarúgó-bajnokságot, működteti a dominikai közösségi labdarúgó-válogatottat.